# آتش‌سوزی در مدرسه سفیلان
آتش‌سوزی در مدرسه سفیلان، حادثه‌ای بود که در ۲۴ دی‌ماه ۱۳۸۳ در مدرسه‌ای در روستای سفیلان شهرستان لردگان در استان چهارمحال بختیاری رخ داد. حادثه به دلیل آتش گرفتن بخاری نفتی که تنها منبع گرمایشی کلاس بود، اتفاق افتاد و در اثر این آتش‌سوزی ۱۳ دانش‌آموز دختر و پسر کلاس کشته شدند. 

## واکنش‌ها
دولت خاتمی، لایحه‌ای تقدیم مجلس هفتم کرد که بر اساس آن چهار میلیارد دلار از صندوق ذخیره ارزی برای نوسازی و تجهیز مدارس برداشت شود و در اختیار سازمان نوسازی و تجهیز مدارس قرار گیرد. مجلس تصویب آن لایحه را ۲سال به تأخیر انداخت و لایحه در فروردین ماه سال ۸۵ و در دوره احمدی‌نژاد به تصویب مجلس رسید.
با این وجود در سال‌های بعدی نیز چندین حادثه مشابه در مدرسه‌های ایران رخ داد از جمله آتش‌سوزی در مدرسه شین‌آباد و آتش‌سوزی مدرسه درودزن.
سید علی صالحی پس از این حادثه و به یاد دانش‌آموزان سفیلانی شعری با نام سیاووشان سفیلان سرود.